# قربه اسد (یمن)
 قریه اسد  به عربی ( قریة الأسد  )، روستایی در ناحیهٔ بعدان در پایهٔ کوه (جبل العدان) در استان اِب در کشور یمن در شبه جزیره عربستان است. بیشتر ساکنان این روستا از قبیلهٔ (بنی عنس) وجمع آن (العنسی) هستند. جمعیتش در حدود ۱۰۰۰ نفر می‌باشد.